# Скловуглець

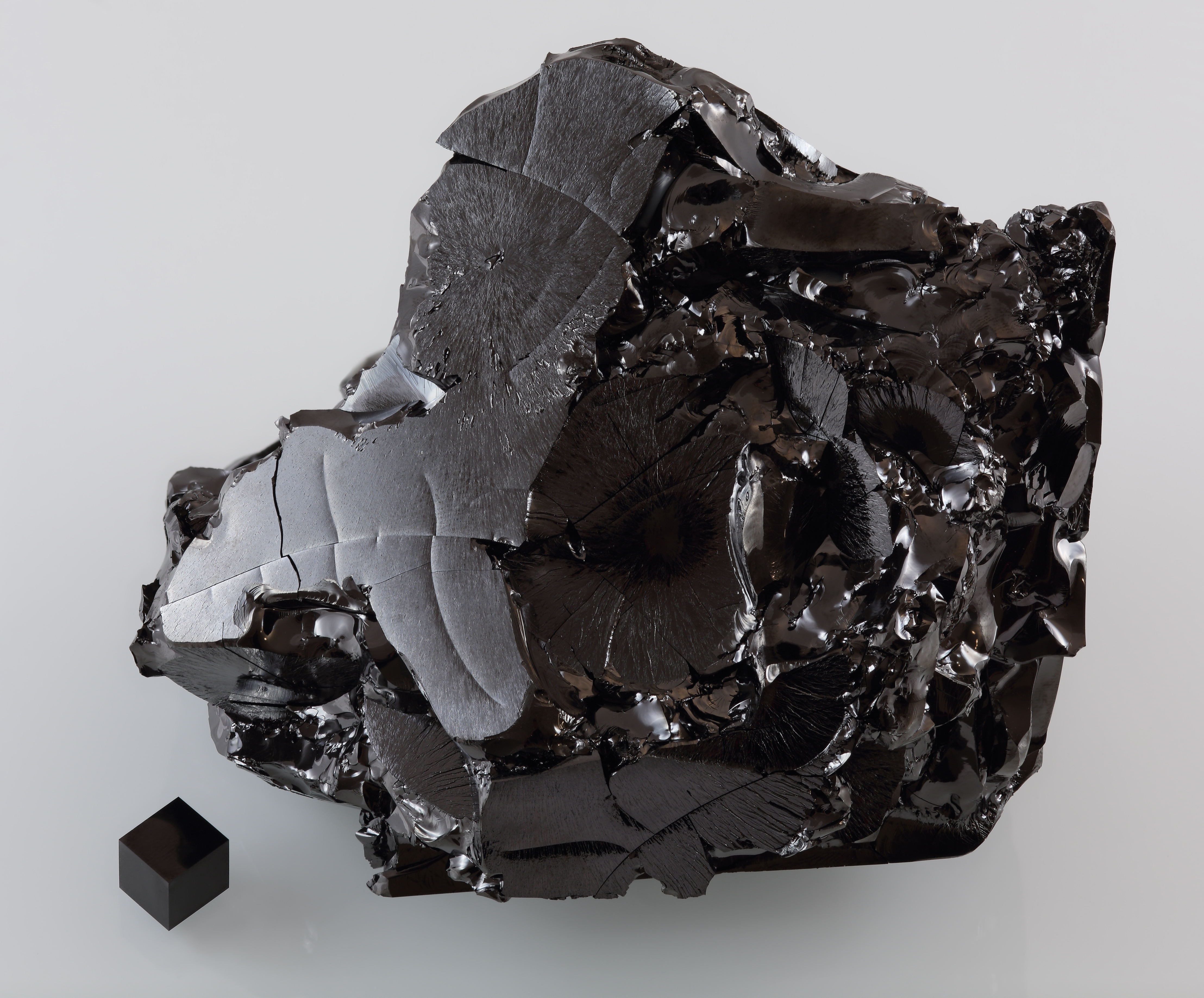
Великий кусок скловуглецю.

Скловуглець (англ. Glassy carbon) — твердий матеріал, що поєднує властивості графіту (добра електропровідність) і скла (висока твердість).
Першим отримав скловуглець Бернард Редферн у 1950 році в лабораторії «The Carborundum Company» в Манчестері.

## Фізичні властивості
Залежно від чистоти, структури та методу виробництва властивості скловуглецю можуть різнитись.
- Твердість — 7 балів за шкалою Мооса.
- Модуль пружності — 25—2900 ГПа.
- Границя міцності на розтягнення 30—75 МПа.
- Границя міцності на згинання — 100—160 МПа.
- Густина — 1,5 г/см³.
- Питомий опір — 40—50 Ом·мм²/м.
- Коефіцієнт теплопровідності (при 20 °C) — 3—8 Вт/(м·К)
- Температурний коефіцієнт лінійного розширення (за 20—1500 °C) — (4,4—5,1)× 10−6 К−1.
- Газопроникність — 10−12—10−9 см²/с

## Одержання
Скловуглець одержують шляхом карбонізації високомолекулярних вуглеводнів. Зазвичай використовують спеціальні термореактивні полімери, яким надають форми потрібного виробу, а відтак обпалюють за температури 2000 °C у вакуумі чи інертній атмосфері.

## Застосування
Скловуглець має широкий спектр застосування в хімічній, металургійній та електронній промисловостях, біологічної інженерії тощо.